# Лајошмиже
Лајошмиже (мађ. Lajosmizse) је град у Мађарској. Лајошмиже је један од важнијих градова у оквиру жупаније Бач-Кишкун.
Лајошмиже је имао 11.053 становника према подацима из 2009. године.

## Географија
Град Лајошмиже се налази у средишњем делу Мађарске. Од престонице Будимпеште град је удаљен око 70 километара јужно. Град се налази у средишњем делу Панонске низије. Надморска висина града је око 130 m.

## Становништво
По процени из 2017. у граду је живело 11.363 становника.
| 1990.  | 2001.  | 2011.  | 2017.  |
| ------ | ------ | ------ | ------ |
| 11.000 | 11.104 | 11.050 | 11.363 |